# إلمر سينغلتون
إلمر سينغلتون (بالإنجليزية: Elmer Singleton)‏ هو لاعب كرة قاعدة أمريكي، ولد في 26 يونيو 1918 في أوغدن في الولايات المتحدة، وتوفي بنفس المكان في 5 يناير 1996.

## وصلات خارجية
- إلمر سينغلتون على موقع دوري كرة القاعدة الرئيسي (الإنجليزية)
- إلمر سينغلتون على موقعبيزبول رفرنس.كوم (الدوري الرئيسي) (الإنجليزية)
- إلمر سينغلتون على موقعبيزبول رفرنس.كوم (الدوري الثانوي) (الإنجليزية)